# Opioid

A morfium 3D molekulaszerkezete (Szerző: NEUROtiker)

Opioidnak nevezik mindazokat a természetes, félszintetikus és szintetikus vegyületeket, amelyek a morfinhoz hasonlóan a szervezet opioid receptorain hatnak (mű-, kappa-, delta-receptorok), és hatásuk a kompetitív antagonista naloxonnal (Narcanti) felfüggeszthető. Az opioidok hatásukat az opioid receptorok közvetlen vagy közvetett ingerlésével fejtik ki, amelyek főként a központi idegrendszerben és a paraszimpatikus idegrendszerben találhatók. Az ezekben a szervekben található receptorok közvetítik az opioidok jótékony és káros hatásait egyaránt. 
A fentiektől eltérően opiátoknak nevezik a természetes morfin-származékokat, és ópiumnak a mákból (Papaver somniferum) kivont természetes alkaloidok keverékét (amely tartalmaz morfint, kodeint, tebaint és narkotint).

## Lehetséges mellékhatások
Még alacsony dózisban is gyakran okoznak szorulást, az úgynevezett opioidok által kiváltott székrekedést, amely egy funkcionális gasztrointesztinális zavar.
Az opioidok általában függőséget okoznak. Az addiktív hatásuk már alacsony dózisban is nagyon magas, függetlenül attól, hogy szintetikus vagy természetes eredetű formákról van szó.

## Magyarországi alkalmazás
Hazánkban szigorúan receptköteles gyógyszerek, kivéve egyes származékokat, melyeknek nincsen központi idegrendszeri hatásuk, viszont hasmenés ellen (Imodium) és köhögéscsillapításban (Robitussin) kitűnően használhatók.
További gyógyszerek (opioidok):
- Tramadolor (tramadol)
- Dolargan (petidin)
- Durogesic (fentanil)
- Nubain (nalbuphin)

## Terápia és válság

### Előzmények
Az ópiátok, például a morfium használata a tizenkilencedik századra nyúlik vissza az Egyesült Államokban, különösen az amerikai polgárháború idejére.
Az első amerikai törvény, amely korlátozta a heroin, a morfium és a kokain árusítását, az 1914. évi Harrison-féle kábítószer-adóról szóló törvény volt.
A 20. század végén, amikor a fájdalomcsillapítás az egészségügy számára még kevésbé került fókuszba, és az általános orvosok sem voltak igazán képzettek a függőség vagy a fájdalom témakörében, az opioid fájdalomcsillapítók reklámkampányai nagy kereskedelmi sikert arattak, és kevés gyanakvást keltettek. 

### Egyesült Államok
A hatalmas sikerű piacra való belépést követően már néhány évvel, az 1990-es évek végén  megkezdődött  az opioidjárvány (más néven opioidválság) az Egyesült Államokban. A Centers for Disease Control and Prevention (CDC) nemzeti egészségügyi hatóság megállapítása szerint a válság akkor kezdődött meg, amikor az opioidokat már egyre gyakrabban írták fel fájdalomcsillapításra, ami a következő években az általános opioid-használat növekedését eredményezte. A vényköteles opioidokat használó amerikaiak nagy többsége nem hitte el, hogy visszaél velük.
Csak 2006-ban riasztotta az orvosi szakmát a túladagolások számának hirtelen emelkedése. 2017-ben különböző újságok közös vizsgálata megállapította a gyógyszeripar felelősségét az Egyesült Államokban kialakult opioidjárványban. Több mint 200 000 amerikai halt meg az anyag túladagolásában 2000 és 2016 között. Az éves halálozási arány folyamatosan emelkedett. Az USA-ban a túladagolások kétharmada függött össze valamilyen vényköteles opioid (pl. oxikodon), szintetikus opioiddal szennyezett heroin vagy egyéb szintetikus opioid (pl. fentanilok) használatával. 2018-ban az Egyesült Államokban közel 23 millió 25 és 54 év közötti inaktív felnőtt élt. Egyre több közgazdász és politikus okolta az opioidokat azzal, hogy e jelenségért nagyrészben felelősek. Angus Deaton Nobel-díjas tudós szerint a világ népességének 5 százalékával rendelkező Egyesült Államok fogyasztja el az opioidok 80 százalékát. Alan Krueger princetoni közgazdász szerint a munkaerőpiaci kínálat csökkenésének közel egynegyede e fájdalomcsillapítók használatának tulajdonítható. Kutatásai szerint a 25-54 éves férfiak közel fele, aki elhagyta a munkaerőpiacot, napi rendszerességgel szedett fájdalomcsillapítót, kétharmaduk pedig vényköteles gyógyszert.
Az Egyesült Államokban a 2023. január 31-ével végződő 12 hónapos időszakban körülbelül 109 600 kábítószer-túladagolással összefüggő haláleset történt, ami napi 300 halálesetet jelent. 1999 és 2020 között közel 841 000 ember halt meg kábítószer-túladagolásban, ebből 500 000 halálesetért a vényköteles és illegális opioidok voltak felelősek. Csak 2017-ben 70 237 regisztrált kábítószer-túladagolásos haláleset történt; ezek közül 47 600 esetben opioidról volt szó. Egy 2017 decemberében készült jelentés becslése szerint az Egyesült Államokban naponta 130 ember hal meg opioidokkal kapcsolatos kábítószer-túladagolás miatt. A probléma lényegesen súlyosabb a vidéki területeken, ahol a társadalmi-gazdasági változók, az egészségmagatartás és az egészségügyi ellátáshoz való hozzáférés felelős a magasabb halálozási arányért. Az opioidok tinédzserek általi használata érezhetően növekszik, a vényköteles gyógyszereket a kannabisz kivételével minden tiltott kábítószernél többet használják, többet, mint a kokaint, a heroint és a metamfetamint együttvéve.

### Európai Unió
Az Európai Unióban az opioidjárvány (opioidválság) később és kisebb súllyal jelent meg, mint az USA-ban. A 21. század elején itt szintén nőtt a fogyasztás, egyre több szintetikus opioid és benzodiazepin jelent meg. Idővel már az EU-ban is az opioidok lettek a felelősek a drogtúladagolásos halálesetek többségéért, azaz ezeknek a haláleseteknek a száma meghaladta már a hagyományos drogfogyasztók túladagolásos halálának számát. 2019-ben az EU-ban a halálos kimenetelű túladagolások 85 százalékában mutattak ki valamilyen opioidot. Az USA-t követően Svédországban is lefoglaltak szintetikus opioidot tartalmazó hamis gyógyszereket: az eredetihez megtévesztésig hasonló „Xanax” tablettákban alprazolam helyett, illetve „OxyContin” tablettákban oxycodone helyett fentanil vagy valamilyen dizájner fentanil volt.

## Média
- Dopesick (Hulu, 2021)
- A gyilkos csodaszer (Painkiller) (Netflix, 2023)

## Fordítás
Ez a szócikk részben vagy egészben  az   Opioïde című francia Wikipédia-szócikk ezen változatának fordításán alapul.  Az eredeti cikk szerkesztőit annak laptörténete sorolja fel. Ez a jelzés csupán a megfogalmazás eredetét és a szerzői jogokat jelzi, nem szolgál a cikkben szereplő információk forrásmegjelöléseként.
Ez a szócikk részben vagy egészben  az   Opioid epidemic in the United States című angol Wikipédia-szócikk ezen változatának fordításán alapul.  Az eredeti cikk szerkesztőit annak laptörténete sorolja fel. Ez a jelzés csupán a megfogalmazás eredetét és a szerzői jogokat jelzi, nem szolgál a cikkben szereplő információk forrásmegjelöléseként.